# 약대역
약대역(若大驛)은 경기도 부천시에 위치했던 김포선의 철도역으로, 임시승강장으로 영업을 개시한 것으로 추정된다. 현재는 역터조차 남아 있지 않다. 부천시 약대동 부천아이파크아파트(구 약대주공아파트 자리) 근처에 있었을 것으로 추정된다.